# Andrey Chernyshov
Andrey Alekseyevich Chernyshov - em russo, Андрей Алексеевич Чернышов (Moscou, 7 de janeiro de 1968) - é um ex-futebolista e atualmente treinador de futebol russo.